# Star Wars: Skeleton Crew
Star Wars: Skeleton Crew és una sèrie de televisió de ciència-ficció creada per Jon Watts i Christopher Ford per al servei de streaming Disney+. Forma part de la franquícia Star Wars, que té lloc en el mateix període que la sèrie The Mandalorian després dels esdeveniments de la pel·lícula Return of the Jedi (1983). Skeleton Crew explica una història coming of age sobre quatre nens que fan un descobriment al seu planeta natal, es perden a la galàxia i emprenen una aventura per tornar a casa.
Jude Law protagonitza la sèrie amb Ravi Cabot-Conyers, Ryan Kiera Armstrong, Kyriana Kratter, Robert Timothy Smith, Tunde Adebimpe, Kerry Condon i Nick Frost. Watts es va acostar a Lucasfilm per explicar una pel·lícula a l'estil d'Amblin Entertainment ambientada a l'univers de Star Wars, i estava desenvolupant la sèrie amb Ford a principis del 2022. Es va anunciar oficialment el maig a la celebració de Star Wars, amb Law com protagonista. El rodatge va començar el setembre de 2022 a Los Angeles i es va acabar a finals de gener de 2023. Els actors infantils de la sèrie es van revelar l'abril de 2023. Kathleen Kennedy, Jon Favreau i Dave Filoni van tornar de The Mandalorian com a productors executius addicionals.
Skeleton Crew es va estrenar a Disney+ el 3 de desembre de 2024  i constarà de vuit episodis en total.